# Odette Giuffridaová
Odette Giuffridaová nebo Odette Giuffrida, (* 12. října 1994 v Římě, Itálie) je italská zápasnice – judistka, stříbrná olympijská medailistka z roku 2016 v judu.

## Sportovní kariéra
S judem začínala v 5 letech po vzoru svého bratra v římské čtvrti Monte Sacro v klubu Talenti pod vedením manželů Magnantiových. Je členkou armádního sportovního centra v Římě, kde se připravuje pod vedeném Daria Romana. Od dorosteneckého věku patřila k velkým talentům italského ženského juda. Na pozici reprezentační jedničky v seniorské reprezentaci se prosadila v roce 2013 ještě jako juniorka. Kolotoč světového poháru však začala objíždět o rok později. V roce 2016 se kvalifikovala na olympijské hry v Riu a dokázala poprvé překročit bránu semifinále na velké akci. Její bojovnou cestu za zlatou olympijskou medailí však zastavila ve finále Majlinda Kelmendiová z Kosova. Získala stříbrnou olympijskou medaili.

### Vítězství
- 2014 – 1x světový pohár (Madrid)
- 2016 – 2x světový pohár (Řím, Tbilisi)

## Výsledky
| Olympijské hry     |    |     |     | —   |     |     |    | 2.  |  |  |  |  |  |  |  |  |  |  |  |  |  |  |  |  |  |  |
| Mistrovství světa  | —  | —   | —   |     | úč. | úč. | 5. |     |  |  |  |  |  |  |  |  |  |  |  |  |  |  |  |  |  |  |
| Evropské hry       |    |     |     |     |     |     | 5. |     |  |  |  |  |  |  |  |  |  |  |  |  |  |  |  |  |  |  |
| Mistrovství Evropy | —  | —   | —   | —   | 5.  | úč. | 5. | úč. |  |  |  |  |  |  |  |  |  |  |  |  |  |  |  |  |  |  |
| ME do 23 let       | —  | —   | 3.  | 3.  | 3.  | 3.  | —  |     |  |  |  |  |  |  |  |  |  |  |  |  |  |  |  |  |  |  |
| MS juniorů         | —  | úč. | úč. |     | 3.  | úč. |    |     |  |  |  |  |  |  |  |  |  |  |  |  |  |  |  |  |  |  |
| ME juniorů         | —  | —   | úč. | úč. | 1.  | 1.  |    |     |  |  |  |  |  |  |  |  |  |  |  |  |  |  |  |  |  |  |
| MS dorostenců      | 2. |     |     |     |     |     |    |     |  |  |  |  |  |  |  |  |  |  |  |  |  |  |  |  |  |  |
| ME dorostenců      | 1. | 1.  |     |     |     |     |    |     |  |  |  |  |  |  |  |  |  |  |  |  |  |  |  |  |  |  |